# Fortaleza de Belvoir
Este artículo es sobre la fortaleza de los cruzados en Israel. Para el castillo inglés, vea Castillo de Belvoir.
La fortaleza de Belvoir (en hebreo: כוכב הירדן, Kochav HaYarden, «Estrella del Jordán») es una fortificación de los cruzados que se encuentra en el norte de Israel, sobre una colina a unos 14 km al sur del mar de Galilea. Su construcción fue iniciada en 1168 por Gilbert d'Aissailly, Gran Maestre de los Caballeros Hospitalarios. Las ruinas restauradas pertenecen hoy al Parque Nacional de Belvoir. Es la fortaleza cruzada mejor conservada de todo Israel.

## Historia

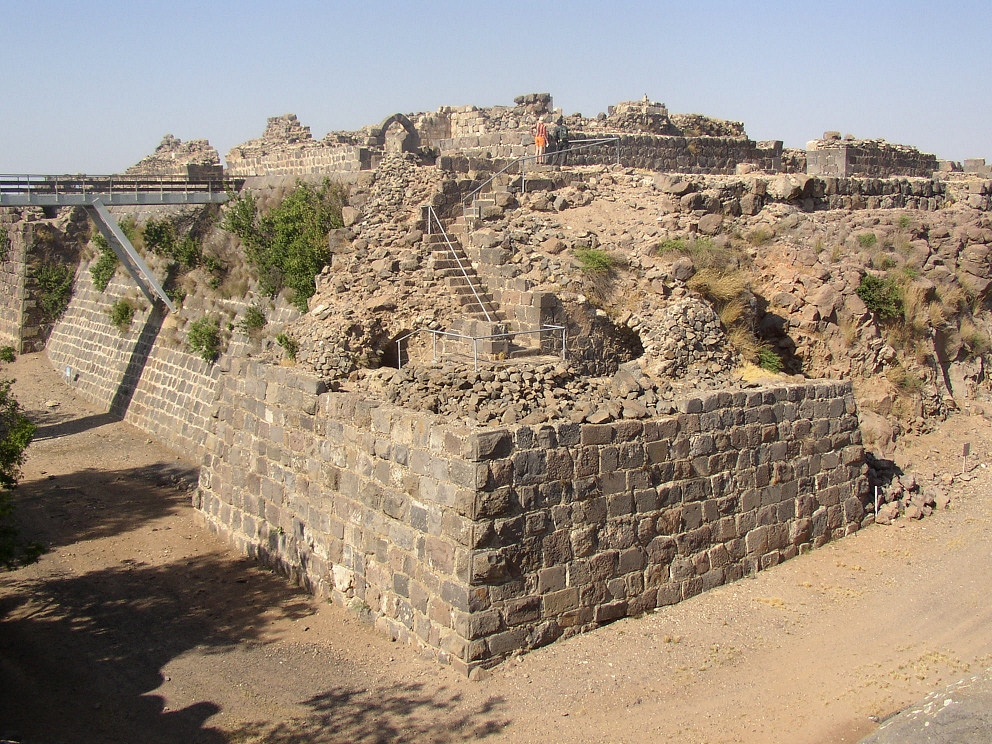
Los muros de Belvoir vistos desde el suroeste.

Los Caballeros Hospitalarios compraron el sitio a Velos, un noble francés, en el año 1168. Ubicada a unos 500 m de altura sobre el Valle del Jordán, la meseta controlaba la ruta desde Galaad al Reino de Jerusalén, así como un cercano vado del río. Al norte se extiende el mar de Galilea y hacia el oeste varias colinas. El lugar elegido para levantar el castillo de Belvoir dominaba toda el área circundante.
Tan pronto como adquirieron la tierra, los Caballeros Hospitalarios comenzaron la construcción de la fortaleza. Con Gilbert d'Aissailly como Gran Maestre, la orden de los Hospitalarios se hizo con el control de otros trece castillos de la zona, el más importante de los cuales era el de Belvoir. Esta fortaleza fue un extraordinario obstáculo para el objetivo de los musulmanes de conquistar el Reino de Jerusalén desde el este, pues en el año 1180 resistió un ataque islámico. Durante la campaña de 1182 se libró muy cerca la batalla del castillo de Belvoir entre las fuerzas del rey Balduino IV de Jerusalén y las de Saladino, que resultó inconcluyente. 

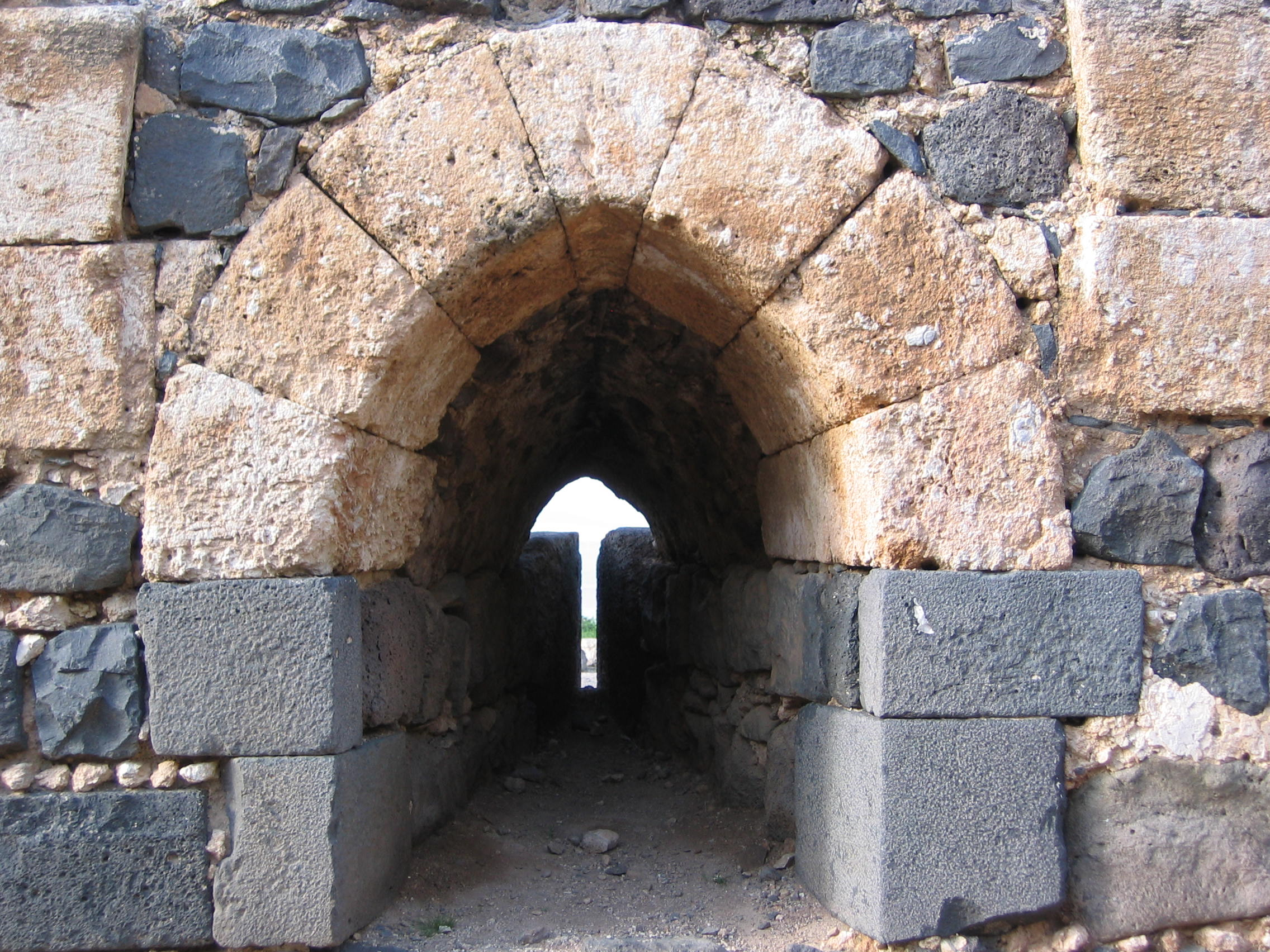
Saetera de la fortaleza

Tras la victoria aplastante de Saladino sobre los cruzados en la batalla de los Cuernos de Hattin en julio de 1187, la fortaleza de Belvoir fue asediada durante un año y medio, hasta que sus defensores se rindieron el 5 de enero de 1189. Un gobernador árabe la ocupó hasta el año 1219. En 1241, la plaza fuerte fue cedida a los Francos, que la controlaron hasta 1263.
En épocas más recientes, Belvoir pasó a ser una localidad musulmana, de nombre Kawkab al-Hawa, pero sus habitantes hubieron de huir durante la guerra civil de 1947-48 tras un asalto militar por parte de los Yishuv judíos. Los edificios islámicos del lugar fueron demolidos por las autoridades israelíes entre 1963 y 1968. Comentando la restauración de la fortaleza de los cruzados, el político israelí Meron Benvenisti dijo que la eliminación de las estructuras musulmanas levantadas en Belvoir era uno de los mejores ejemplos de «la erradicación de todo rastro de una civilización entera del paisaje de Israel».
El nombre en hebreo del lugar, Kochav Hayarden, significa «estrella del Jordán» y preserva el topónimo Kochava, que fue el nombre de una villa judía que existió allí en la época romana y bizantina.

## Arquitectura

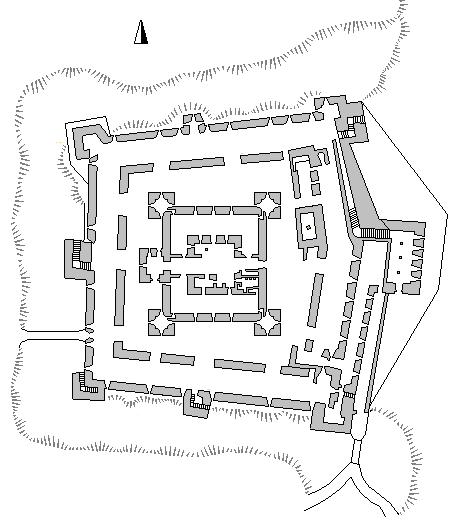
Plano de la fortaleza de Belvoir.

Después del final de la Segunda Guerra Mundial en 1945, el estudio de los castillos de los cruzados quedó en un segundo plano. Siria, por ejemplo, declaró su independencia en 1946 y no disponía de dinero para fomentar la arqueología. En Israel, el estudio de los castillos de los cruzados echó a andar por iniciativa de Joshua Prawer, cuyo hallazgo más significativo fue precisamente la fortaleza de Belvoir. Entre 1963 y 1968, la Autoridad de Antigüedades de Israel llevó a cabo varias campañas de excavaciones en Belvoir. Antes de estas investigaciones, se suponía que la fortaleza cruzada tenía una sola muralla, pero las excavaciones en la década de 1960 sacaron a la luz la compleja arquitectura de una de las fortificaciones más antiguas del Reino de Jerusalén. La traza de Belvoir guarda similitudes con los campamentos militares romanos: un recinto interior rectangular con torres en sus esquinas y una gran puerta de entrada bien defendida en el centro de uno de sus muros, en este caso en la muralla occidental.
Belvoir es un ejemplo temprano de castillo concéntrico, un tipo de traza ampliamente usada en castillos cruzados posteriores. Su planta es muy simétrica, con una muralla exterior perfectamente rectangular, reforzada por torres cuadradas tanto en sus esquinas como en el centro de sus cuatro lienzos de muralla. En su interior existe otro recinto amurallado cuadrangular con torres en todas las esquinas y otra más en su muro oeste. Según el historiador H. J. A. Sire, la traza concéntrica usada en Belvoir «influyó en el diseño de castillos durante varios siglos». En el interior de las dos murallas se abren pasillos abovedados que servían de almacén y de lugar de protección durante los bombardeos. Asimismo, la fortaleza estaba rodeada de un foso de 20 metros de anchura y 12 m de profundidad.